# Żytniwka
Żytniwka (ukr. Житнівка) – wieś na Ukrainie w rejonie kamieńskim obwodu wołyńskiego.

## Historia
Pod koniec XIX w. wieś w powiecie kowelskim.